# Isidro Rikarte
Isidro Rikarte (Lerín, Navarra, 1955) és un escriptor en èuscar.

## Obres

### Novel·la
- Desioen hiria (1998, Pamiela)

### Poesia
- Bide ertzeko poema bilduma (1988, Pamiela)